# Rheinpfeil (Schiff)
Die Rheinpfeil war ein sowjetisches Tragflügelboot des Typs „Raketa“ (dt. „Rakete“), das zwischen 1972 und 1997 im Dienst der Köln-Düsseldorfer Deutsche Rheinschiffahrt AG stand. Das Einsatzgebiet des Schiffes war zwischen Düsseldorf und Mainz.
Mit Geschwindigkeiten von 65 km/h galt die Rheinpfeil als das schnellste Fahrgastschiff auf dem Rhein. Zwei kufenartige Tragflügel an Bug und Heck hoben das Fahrzeug mit zunehmender Geschwindigkeit von anfangs 180 cm Tiefgang im stillliegenden Zustand bis auf 110 cm Tiefgang während der Fahrt an. Der Rumpf an sich hatte damit keinen Kontakt mehr zum Wasser.

## Geschichte

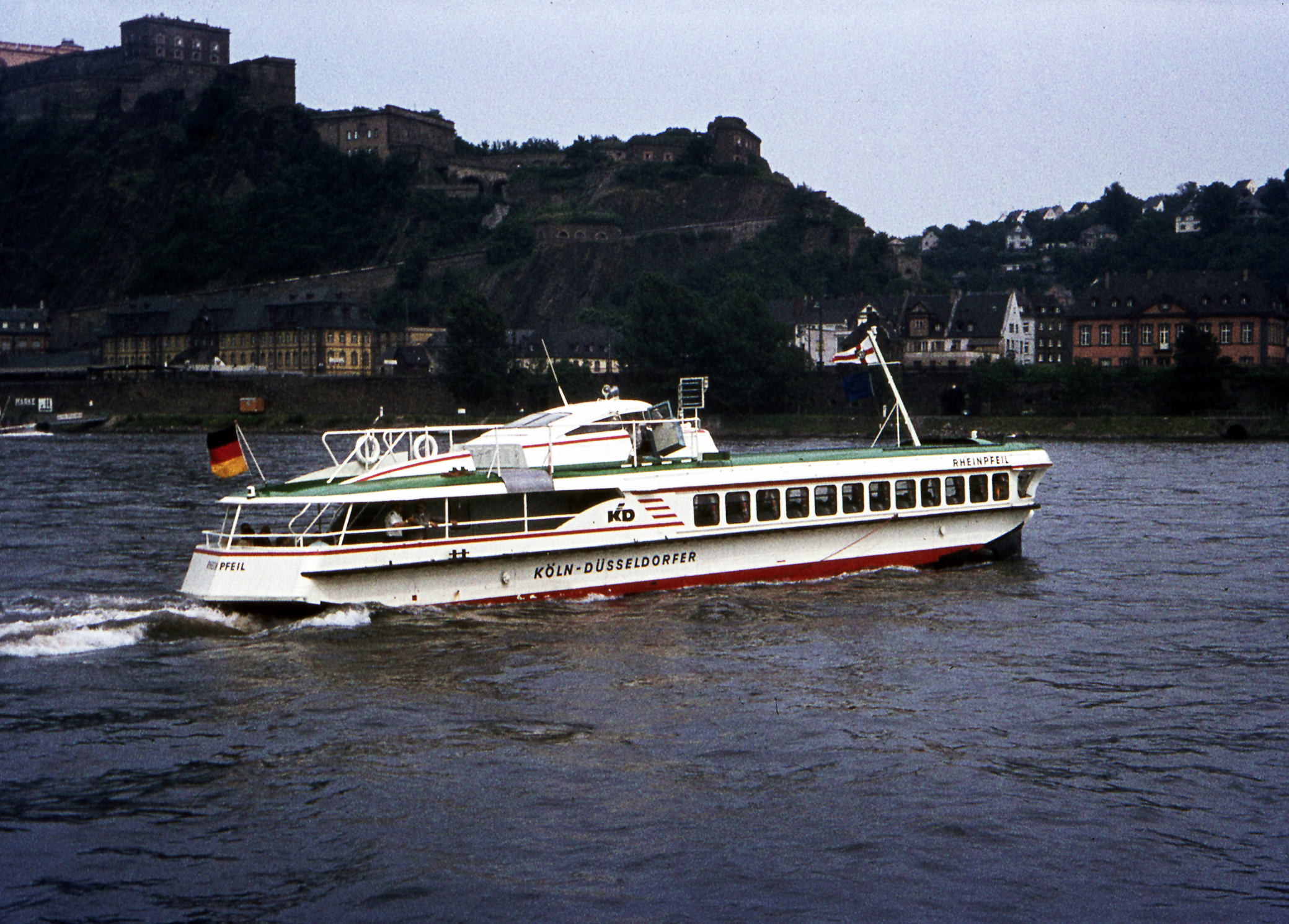
Die Rheinpfeil in Koblenz

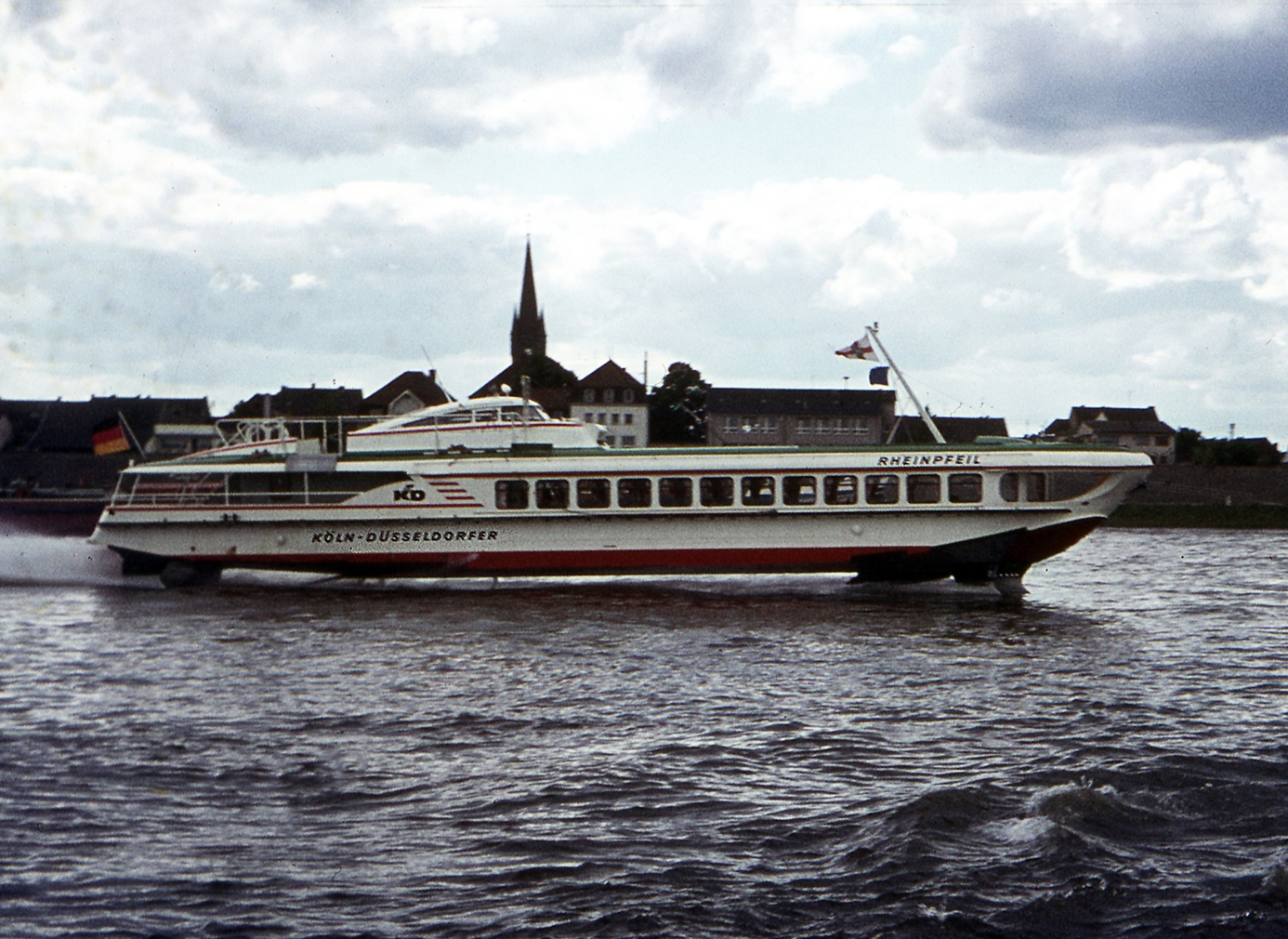
Die Rheinpfeil in voller Fahrt

Schon vor der Rheinpfeil förderte die Köln-Düsseldorfer Deutsche Rheinschiffahrt AG ab 1934 Hanns von Schertel beim Bau von Personentragflügelbooten. Sein achtes Versuchsboot Silbervogel führte im April eine erfolgreiche Demonstrationsfahrt von Wiesbaden nach Köln und zurück durch. Durch den Zweiten Weltkrieg wurde das Projekt verworfen.
1971 nahm die Köln-Düsseldorfer Deutsche Rheinschiffahrt das Tragflügelboot-Projekt wieder auf und bestellte bei der sowjetischen Import-/Exportgesellschaft Sudoimport ein Tragflügelboot des Typs „Raketa“. Das Boot wurde bei Feodosia in Jalta gebaut und als Schifffracht zum Rotterdamer Waalhafen geliefert. Dort wurde es am 23. März 1972 auf den Schubleichter Braunkohle 52 verladen und im Verband mit dem Schubboot Braunkohle 1 zum Niehler Hafen in Köln transportiert. Am 27. März wurde die Rheinpfeil zur Lackierung per Autokran an Land gesetzt. Am 8. April 1972 wurde das fertiggestellte Schiff erstmals zu Wasser gelassen. Die Reederei führte im gleichen Monat mehrere Probefahrten durch. Schließlich fand am 10. Mai die Abnahmefahrt durch die Schiffsuntersuchungskommission Köln statt. An Bord des Fahrgastschiffs Rhein fand in Bonn unter Anwesenheit des Sowjetischen Botschafters Valentin Falin am 18. Mai die feierliche Pressevorstellung des Tragflügelboots statt. Im Anschluss an die Feierlichkeiten führte die Reederei halbstündlich Presseinformationsfahrten mit der Rheinpfeil durch.
Ab dem 24. Mai 1972 stand die Rheinpfeil im Plandienst auf der Strecke zwischen Köln und Koblenz, die dreimal täglich in jede Richtung bedient wurde. Eine Beförderung mit dem Tragflügelboot Rheinpfeil bedurfte aufgrund der geringen Passagierkapazität der vorherigen Anmeldung. Außerdem war ein streckenabhängiger Zuschlag zu entrichten. 1973 wurde die Fahrstrecke rheinaufwärts bis Boppard ausgedehnt und 1975 von St. Goar bis Düsseldorf. 1976 wurde die Strecke bis Mainz in den Fahrplan aufgenommen. Ab 1983 verkehrte die Rheinpfeil ausschließlich auf der Fahrtroute Köln–Mainz–Köln. Die Fahrtzeit betrug bei Bergfahrt 4 Stunden 15 Minuten, bei Talfahrt 3 Stunden 40 Minuten.
Bereits nach kurzer Einsatzzeit zeigten sich die ersten Probleme mit dem russischen Hochleistungsmotor, der Ende Juni 1973 gegen einen bereits bei Auslieferung mitgelieferten Motor ausgetauscht werden musste. Diese Probleme führten zu zahlreichen Werftaufenthalten der Rheinpfeil während ihrer gesamten Einsatzzeit. Insgesamt bestellte die Köln-Düsseldorfer während der Einsatzzeit 13 Austauschmaschinen für nicht mehr instandsetzbare Motoren. Als Ersatz für die störungsanfällige und inzwischen auch vom Schiffsrumpf sanierungsbedürftige Rheinpfeil bestellte die Reederei Ende 1995 ein modernes Tragflügelboot vom Typ „Polesye“, das ab der Saison 1997 eingesetzt werden sollte. Deshalb wurde die Rheinpfeil nach der letzten Planfahrt am 20. Oktober 1996 stillgelegt. Da sich die Ablieferung der Rheinjet verzögerte, wurde sie jedoch mit einem auf zwei Monate befristeten Schiffsattest am 12. April 1997 wieder in Betrieb gesetzt. Nur neun Tage später wurde die Rheinpfeil infolge eines erneuten Motorausfalls endgültig stillgelegt.
Das Schiff wurde 1998 an die Reederei Verkerk Charter Partyships B.V. in Maarssen verkauft, die es zum Partyschiff umbauen wollte. Nach vier Jahren Abstellzeit im Hafen von Werkendam wechselte das Schiff mehrfach den Besitzer, ohne dass eine Restaurierung stattfand. Erst im Jahr 2006, als die Rheinpfeil in Privatbesitz gelangte, wurde sie zum Wohnschiff umgebaut. 2008 wurde sie in Raketa 72 umbenannt und wieder zu Wasser gelassen. Anschließend wurde sie nach Delft überführt, wo sie seitdem fest verankert als Wohnraum dient.

## Technik

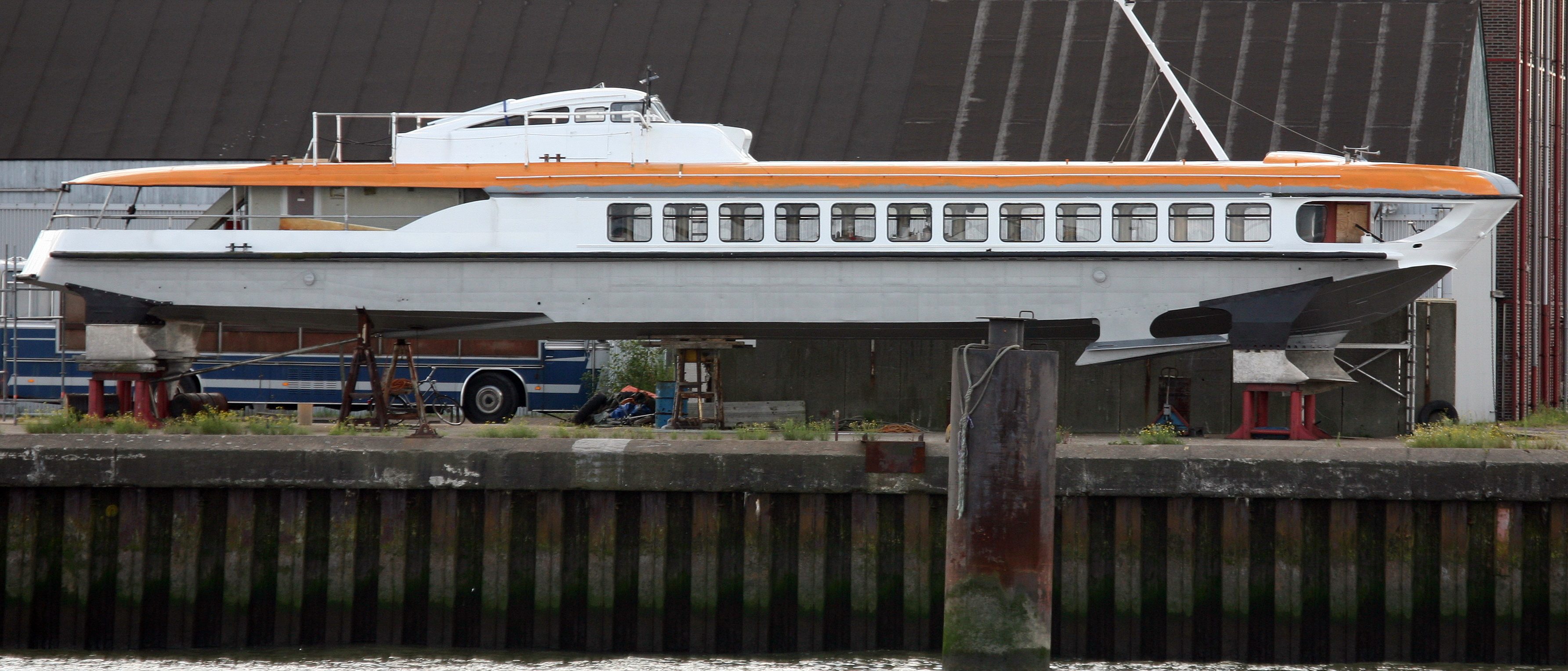
Die Rheinpfeil während des Umbaus in Rotterdam

Innenraum der Rheinpfeil

### Der Typ „Raketa“
Der Tragflügelbootstyp „Raketa“ wurde in den 1940er Jahren von dem russischen Konstrukteur Rostislaw Jewgenjewitsch Alexejew entwickelt. Am 25. August 1957 absolvierte der erste Prototyp seine Jungfernfahrt von Gorki nach Kasan. Insgesamt wurden etwa 400 Tragflügelboote dieses Typs gebaut. Die meisten sind bereits außer Dienst.

### Antrieb
Die Rheinpfeil wurde von einem als wartungsintensiv geltenden V-12-Zylinder-Dieselmotor sowjetischer Bauart angetrieben, der nach hinten geneigt unterhalb des Steuerstandes eingebaut war. Er trieb über eine Welle den mittig angeordneten Festpropeller an. Gesteuert wurde das Boot über ein einzelnes Ruderblatt.

### Tragflügelsystem
Da die Tragflügelboote des Typs „Raketa“ für Binnengewässer ausgelegt waren, musste der Tiefgang so gering wie möglich gehalten werden. Deshalb hatte die Rheinpfeil keine V- oder W-förmigen, sondern flache, volltauchende Flügel. Sie wurden vorn durch Kufen unterstützt, die wie Wasserski funktionieren. Bei Wellengang spürte man in den ersten Sitzreihen heftige Schläge.

## Innenausstattung
Die Rheinpfeil hatte 64 Einzelsitze für Passagiere, wie sie in Flugzeugen eingesetzt werden. Wegen der knappen Platzverhältnisse wurden an Bord keine Speisen angeboten. Das Boot verfügte lediglich über eine kleine Servicebar, an der Getränke, Snacks und Souvenirs gekauft werden konnten. Im hinteren Teil des Bootes war eine offene Galerie mit einer Sitzgelegenheit am Heck. Das Oberdeck durfte während der Fahrt nicht betreten werden.

## Besatzung
Während der Dienstzeit bei der Köln-Düsseldorfer Deutsche Rheinschiffahrt AG bestand die Besatzung aus vier Personen:
- Kapitän: besetzt das Ruderhaus
- Maschinist: beaufsichtigt die Maschine
- Bootsmann: hilft bei An- und Ablegemanövern (festmachen)
- Stewardess: betreut die Passagiere